# Рита Райт-Ковальова
Рита Яківна Райт-Ковальова (уроджена Раїса Яківна Черномордик,; нар. 19 квітня 1898 — пом. 29 грудня 1988) — радянська письменниця і перекладачка. В її перекладі в СРСР вперше з'явилися російські версії багатьох творів Генріха Белля, Франца Кафки, Джерома Селінджера, Вільяма Фолкнера, Курта Воннегута, Наталі Саррот, Анни Франк, Едгара По. Перекладала німецькою мовою твориВолодимира Маяковського (в тому числі « Містерію-буф»). Авторка художньої біографії «Роберт Бернз» (1959), спогадів про Володимира Маяковського, Велимира Хлєбнікова, Анни Ахматової і Бориса Пастернака.

## Життєпис
Раїса Яківна Черномордик народилася 19 квітня 1898 року в селі Петрушово Єлисаветградського повіту Херсонської губернії в єврейській родині.
Її батько, випускник Дерптського університету, військовий лікар і учасник російсько-японської війни, полковник медичної служби Яків-Меєр Залманович (Яків Зіновійович) Черномордик (1868—1960) був уродженцем Веліжа і з 1906 року його городовим лікарем, а за радянських часів і з перервою на час німецько-радянської війни — головним санітарним лікарем району. Раїса провела дитинство в Курську та Веліжі, потім за сімейною традицією вирушила отримувати медичну освіту — спочатку до Харкова, де познайомилася з Велимиром Хлєбниковим (і навіть перекладала німецькою мовою його вірші), а потім до Москви. У 1924 році закінчила медичний факультет 2-го МДУ.
У літературний процес Раїса Черномордик включилася не відразу, а після переїзду до Ленінграду, де вона за власною ініціативою влаштувалася на роботу до лабораторії, яку очолював знаменитий фізіолог Іван Павлов. Пропрацювала в лабораторії сім років.
Потрапивши до Москви, за щасливим збігом обставин познайомилася з Володимиром Маяковським, Бріками і Борисом Пастернаком. На прохання Лілі Брік почала документувати життя Маяковського.
Вирішивши відокремити «звичайне» життя від творчого, взяла собі псевдонім Рита Райт. До 20-ти років вона складала вірші, вільно говорила німецькою та французькою мовами (англійську вивчила пізніше), у віці 22 років на прохання Маяковського переклала німецькою мовою «Містерію-буф», згодом перекладала російською Шиллера, а в 1950-х роках, коли її намагалися відлучити від літератури, вивчила болгарську мову, щоб перекладати цією мовою.
Дочка Рити Райт Маргарита Ковальова також спершу отримала біологічну освіту, а потім стала перекладачкою. Рита Яківна доводилася тіткою юному герою війни, юнзі Північного флоту Саші Ковальову (загинув у 17-річному віці), він жив у неї з 10-ти до 15-річного віку (після арешту обох його батьків), і перед вступом у 1942 році на навчання до Соловецької школи юнг Північного Флоту.
Рита Райт померла в Москві 29 грудня 1988 року.

## Анекдоти
- Сергій Довлатов, «Соло на ундервуді»:[6]

| Ліві лапки | Колись я був секретарем Віри Панової. Одного разу Віра Федорівна запитала: - У кого, на вашу думку, найкраща російська мову? Напевно, я повинен був відповісти - у вас. Але я сказав: - У Рити Ковальової. - Що за Ковальова? - Райт. - Перекладачка Фолкнера, чи що? - Фолкнера, Селінджера, Воннегута. - Значить, Воннегут звучить російською краще, ніж Федін? - Поза всяким сумнівом. Панова задумалася і каже: - Як це страшно!.. До речі, з Гором Відалом, якщо не помиляюся, сталася така історія. Він був у Москві. Москвичі стали розпитувати гостя про Воннегута. Захоплювалися його романами. Гор Відал зауважив: - Романи Курта страшно програють в оригіналі... | Праві лапки |

## Твори
- Человек из музея человека. — М.: Советский писатель, 1982. (повесть о Борисе Вильде)